# Feketefülű papagáj
A feketefülű papagáj (Pionus menstruus) a madarak osztályának papagájalakúak (Psittaciformes) rendjébe és a papagájfélék (Psittacidae) családjába tartozó faj.

## Rendszerezése
A fajt Carl von Linné svéd természettudós írta le 1766-ban, a Psittacus nembe Psittacus menstruus néven.

## Alfajai
- Pionus menstruus menstruus (Linnaeus, 1766)
- Pionus menstruus rubrigularis Cabanis, 1881 – Közép-Amerikában honos.
- Pionus menstruus reichenowi Heine, 1884 – Brazíliában honos. Egyes rendszertanok faji szinten kezelik, mint kékbegyű papagáj (Pionus reichenowi).[2]

## Előfordulása
Costa Rica, Panama, Trinidad és Tobago, Bolívia, Brazília, Kolumbia, Ecuador, Francia Guyana, Guyana, Peru, Suriname és Venezuela területén honos. 
Természetes élőhelyei a szubtrópusi vagy trópusi síkvidéki esőerdők, mocsári erdők és szavannák, valamint ültetvények és másodlagos erdők. Állandó, nem vonuló faj.

## Megjelenése
Átlagos testhossza 28 centiméter, testtömege 234-295 gramm. Nagy kékes fején, a fül tájékán egy fekete foltot visel. Alsó farkfedői vörösek.
|  |

## Életmódja
Nagyobb csapatokban, a fákon keresgéli gyümölcsökből, virágokból és magvakból álló táplálékát.

## Szaporodása
Fa odvába készíti fészkét. Fészekalja 4-5 tojásból áll, melyen 24-28 napig kotlik. A fiókák kirepülési ideje 70-90 nap.

## Természetvédelmi helyzete
Az elterjedési területe rendkívül nagy, egyedszáma ugyan csökken, de még nem éri el a kritikus szintet. A Természetvédelmi Világszövetség Vörös listáján nem fenyegetett fajként szerepel.